# Medelsören
Medelsören är ett skär i Åland (Finland). Det ligger i Skärgårdshavet och i kommunen Vårdö i landskapet Åland, i den sydvästra delen av landet. Ön ligger omkring 40 kilometer nordöst om Mariehamn och omkring 240 kilometer väster om Helsingfors.
Öns area är 1,1 hektar och dess största längd är 160 meter i sydväst-nordöstlig riktning. Trakten är glest befolkad. Närmaste större samhälle är Vårdö, 11,0 km väster om Medelsören.